# Columba Baumgartner
Columba Baumgartner, geboren als Elisabeth Baumgartner (* 5. Mai 1912 in Rheinzabern; † 1. September 2007) war eine deutsche Zisterzienserin und Äbtissin des Klosters Seligenthal in Landshut.

## Leben
Columba kam 1912 in Rheinzabern (Rheinland-Pfalz) zur Welt, ihr Taufname war Elisabeth. Sie interessierte sich zunächst für die Missionsarbeit und absolvierte im Hinblick darauf die Lehrerinnenbildungsanstalt der Abtei Seligenthal. Dort entdeckte sie die Berufung zum Leben als Zisterzienserin und wurde schließlich am 9. Juli 1933 in Seligenthal mit dem Ordensnamen Columba eingekleidet. Sie war in der Volksschule und am Institut für Lehrerbildung der Abtei als Lehrerin tätig.
1958 wurde sie zur 41. Äbtissin der Abtei Seligenthal gewählt und wirkte 29 Jahre in diesem Amt. Ihr Wahlspruch lautete: „In domino confido“ (Auf den Herrn vertraue ich!).
In ihre Amtszeit fielen zahlreiche Baumaßnahmen an den Schulen und deren Umstrukturierung, u. a. 1969 die Eröffnung des Tagesheims für 180 Kinder, 1970 die Gründung des Kindergartens und dessen Neubau und 1982 bis 1985 die Errichtung des Erweiterungsbaus des Gymnasiums. Sie entwickelte Seligenthal zu einem Bildungszentrum, das heute Kindergarten, Grundschule, höhere Schulen und berufsbildende Schulen umfasst.
Äbtissin Columba sorgte auch für die spirituelle Erneuerung des Klosterlebens im Zuge des Zweiten Vatikanischen Konzils. Aus einem bis dahin streng klausurierten Kloster wurde ein zeitgemäßes und trotzdem vorbildlich geführtes Ordensinstitut mit eigenen Konstitutionen.
Zu Beginn ihrer Amtszeit verhalf sie dem 1955 von der Abtei Seligenthal gegründeten Kloster Marienkron dazu, ein selbständiges Priorat zu werden. 1972 entsandte das Kloster Seligenthal auf ihre Initiative hin drei Schwestern nach La Paz in Bolivien. Dort übernahmen sie das Colegio Ave Maria, welches von Schwester Hedwig Eckert aus Waldsassen gegründet worden war. Es ist eine für Straßenkinder geführte Bildungseinrichtung, das heute größte Schulzentrum des lateinamerikanischen Andenstaates mit mehr als 4500 Schülerinnen und Schülern. Erst durch diese Übernahme wurde das Kloster dort errichtet und gilt somit als Tochtergründung von Seligenthal.
Innerhalb des Zisterzienserordens erwarb sich Maria Columba als „Vorreiterin der Frauenrechte“ einen Ruf. Sie stand der Commissio pro Monialibus als Präsidentin vor und setzte sich unter anderem für die Gleichberechtigung der Äbtissinnen mit den Äbten des Ordens ein, die ihre Nachfolgerin M. Assumpta Schenkl im Jahr 2000 schließlich erreichen konnte.
Nach ihrer Resignation als Äbtissin im Jahr 1987 wirkte sie u. a. noch mehrere Jahre im Tochterkloster Waldsassen, davon von 1992 bis 1994 als Administratorin. Ihr folgte in diesem Amt von Januar 1994 bis August 1995 Schwester Benedikta Schedl nach, bis 1995 mit Laetitia Fech wieder eine Äbtissin eingesetzt wurde.

## Auszeichnungen
- Goldener Ehrenring der Stadt Landshut
- Bayerischer Verdienstorden
- Bayerische Denkmalschutzmedaille